# Břit

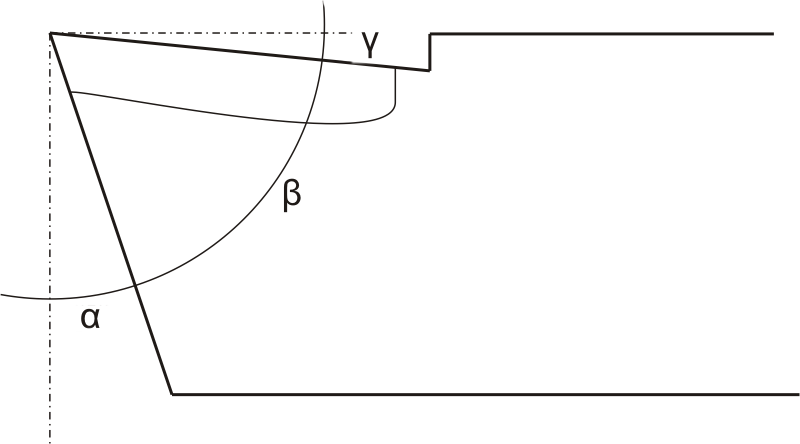
Nákres řezných nástrojů

Břit (neboli řezný klín) je aktivní část řezného nástroje, která při obrábění vniká do materiálu a odděluje třísky.
Základní úhly řezných nástrojů jsou znázorněny na obrázku soustružnického nože
- α – úhel hřbetu
- β – úhel břitu
- γ – úhel čela

Úhel břitu je dán nástrojem, ale skutečné funkční tzv. „řezné úhly“ čela a hřbetu se mění podle polohy břitu vůči obráběnému povrchu a směru posuvu. Geometrické poměry na čele a na hřbetu nástroje se znázorňují pomocí břitových diagramů.
Hrana vytvořená průnikem čelní a hřbetní plochy se nazývá ostří.

## Úhel břitu
Úhel beta podle materiálu 
- Měkké kovy 60 stupňů
- Středně tvrdé 70 až 75
- Tvrdé kovy 80 až 90